# Elijah Adebayo
Pour les articles homonymes, voir Adebayo.
Elijah Adebayo, né le 7 janvier 1998 à Brent, est un footballeur anglais. Il joue au poste d'attaquant à Luton Town.

## Biographie

### En club
Issu du centre de formation du club de Fulham, Adebayo ne joue jamais pour le club londonien.  Le 9 janvier 2018, il est prêté à Cheltenham Town. Le 7 juillet 2018, il est prêté à Swindon Town. Le 31 janvier 2019, il est prêté à Stevenage.
Le 25 juin 2019, il rejoint Walsall.
Le 1er février 2021, il rejoint Luton Town.